# Hayle
Hayle (Heyl em córnico) é uma cidade da Cornualha, com 8.317 habitantes.